# Старопотаповская улица
Старопота́повская у́лица — улица в районе Южное Бутово Юго-Западного административного округа Москвы.

## Происхождение названия
Улица была названа в память о некогда существовавшей здесь деревни Потапово. Приставка старо- появилась после строительства коттеджного посёлка Потапово, чтобы отделить дачное товарищество от населённого пункта.

## Расположение
Улица берёт начало от безымянной тропы, идёт вдоль Потаповских прудов и заканчивается на безымянной дороге рядом с гимназией № 1786.

## Описание
Улица застроена одноэтажными и трёхэтажными домами (1917—2014 годов).

## Транспорт
Улица не имеет остановок общественного транспорта Москвы, рядом есть автобусные остановки и станции метро.

#### Автобусные остановки
- 2-й микрорайон Южного Бутова (ул. Венёвская) —  Бульвар Адмирала Ушакова —  Бунинская аллея — ЖК «Бунинский» — Нововатутинский проспект (610 м)[5] (маршрут №117)[6]

#### Станции метро
- Бунинская аллея (2,4 км)[7]